# Ди Костанцо, Марко
Марко ди Костанцо (итал. Marco Di Costanzo; род. 9 июня 1992, Неаполь) — итальянский гребец, выступающий за национальную сборную Италии по академической гребле с 2009 года. Двукратный бронзовый призёр Олимпийских игр (2016 и 2020), чемпион мира и Европы, победитель и призёр этапов Кубка мира.

## Биография
Марко ди Костанцо родился 9 июня 1992 года в Неаполе, Италия. Заниматься академической греблей начал в возрасте десяти лет в 2002 году, проходил подготовку в клубе Posillipo CN.
Впервые заявил о себе на международном уровне в сезоне 2009 года, когда вошёл в состав итальянской национальной сборной и побывал на чемпионате мира среди юниоров во Франции, откуда привёз награду бронзового достоинства, выигранную в зачёте восьмёрок распашных с рулевым. Год спустя повторил это достижение на аналогичных соревнованиях в Чехии.
В 2011 году в четвёрках безрульных стал серебряным призёром на молодёжном мировом первенстве в Амстердаме.
В 2013 году получил серебро в двойках на этапе Кубка мира в Люцерне.
Одержал победу в двойках на домашнем молодёжном чемпионате мира в Варесе.
На чемпионате мира 2015 года в Эгбелет-ле-Лак в составе распашного четырёхместного экипажа обошёл всех соперников на дистанции и тем самым завоевал золотую медаль.
Благодаря череде удачных выступлений удостоился права защищать честь страны на летних Олимпийских играх 2016 года в Рио-де-Жанейро — в программе безрульных двоек вместе с напарником Джованни Абаньяле финишировал в финале третьим, уступив только командам из Новой Зеландии и Южной Африки, и получил бронзовую олимпийскую медаль.
После Олимпиады ди Костанцо остался в составе гребной команды Италии и продолжил принимать участие в крупнейших международных регатах. Так, в 2017 году он в четвёрках безрульных победил на чемпионате Европы в Рачице и стал серебряным призёром на чемпионате мира в Сарасоте.
В 2018 году добавил в послужной список серебряную медаль, выигранную в четвёрках на мировом первенстве в Пловдиве.